# José Antonio Echeverría
José Antonio Echeverría (sinh ngày 16 tháng 7 năm 1932 ở Cárdenas, Matanzas, mất ngày 13 tháng 3 năm 1957 ở Havana, Cuba) là một nhà cách mạng và lãnh đạo sinh viên người Cuba.

## Tiểu sử
José Antonio Jesús del Carmen Echeverría Bianchi là con cả trong gia đình, bố là Antonio Jesús Echeverría González và mẹ là Concepción Bianchi Tristán, dưới ông còn có 3 em. Ông học tiểu học tại trường tiểu học Champagnat, trung học tại trường Cárdenas và tốt nghiệp cử nhân chuyên ngành khoa học năm 1950
22 tháng 8 năm 1950, ông vào học trường kiến trúc, đại học Havana vì yêu thích toán và vẽ. Ngày 10 tháng 3 năm 1952, khi đang nghỉ ở Cárdenas, ông nghe tin về cuộc đảo chính của Fulgencio Batista. Ngay lập tức, ông quay trở lại Havana và tham gia phong trào sinh viên phản đối cuộc đảo chính. Ngày 14 tháng 3 năm 1952, ông ký tên vào Tuyên ngôn liên hiệp sinh viên đại học. Ngày 30 tháng 9 năm 1954, ông trở thành chủ tịch liên hiệp này. Ông đã tăng cường và phát triển các cuộc tranh đấu của sinh viên chống lại sự độc tài và đẩy mạnh đoàn kết với các nước Mỹ Latin và hỗ trợ các đấu tranh chính trị-xã hội của họ. Trong nhiệm kỳ của mình, ông cũng đẩy mạnh đời sống văn hóa ở các trường đại học.

## 3 phút sự thật
Echeverría và các cộng sự đã tổ chức tấn công vào dinh tổng thống và đài phát thanh quốc gia vào 13 tháng 3 năm 1956. Thời gian tổ chức chiếm đài phát thanh được ấn định vào lúc diễn ra trương trình âm nhạc mà nhiều người dân Havana đón nghe nhằm truyền tải lời phản đối chế độ độc tài Batista đến rộng rãi quần chúng. Echeverría ước tính chỉ có thể kiểm soát được đài phát thanh trong 3 phút trước khi cảnh sát của chế độ độc tài ập tới. Vì vậy ông đã chuẩn bị trước bài phát biểu cho thời gian 3 phút và thực tế ông đã hoàn thành nó trong 181 giây. Ông rời đài phát thanh trong tình trạng lành lặn và trên đường trở về đại học Havana thì cảnh sát bắn và sát hại ông. Nơi ông ngã xuống ngày nay người ta xây dựng bia tưởng niệm ông.
"3 phút sự thật" được nhà thơ Xô Viết Yevgeny Yevtushenko nhắc đến trong bài thơ của mình năm 1962.
Ba phút sự thật
Có một chàng trai tên là Mansana
Mắt trong veo như suối nguồn buổi sáng,
Hồn nghệ sĩ ồn ào như căn phòng áp mái
Nơi chim câu, ghita với hội họa sống chung.
Mansana thích những bắp ngô non ngọt ngào
Yêu dã cầu, trẻ con, chim chóc và cây cối
Đã không ít lần trái tim anh đập vội
Vì mắt ai vô tình liếc dưới hàng mi.
Dù ngoại hình vẫn giống một thiếu niên
Nhưng tâm hồn Mansana chín chắn,
Với những kẻ đạo đức giả và dối trá,
Anh nghiệt ngã nghiêm túc khác thường.
Mà dối trá ở Cuba thì vô cùng trắng trợn
Khắp các toà nhà công sở tràn lan,
Dối trá ngự trên xe riêng tổng thống,
Và ngả ngốn như chủ nhân đích thực.
Dối trá đầy khắp các trang nhật báo
Và bắt đầu từ sáng tinh sương
Lẫn trong các chương trình ca nhạc
Dối trá thét gào trên loa phóng thanh.
Và thế là chàng trai Mansana
Không vì vinh quang, đơn giản vì sự thật,
Mà anh muốn toàn Cuba được biết,
Cùng với các bạn mình chiếm đài phát thanh!
Vào phòng cách âm tay lăm lăm khẩu súng
Giật mic từ tay nữ ca sĩ thính phòng,
Bằng tiếng nói Cuba, niềm tin và dũng cảm
Anh nói sự thật với nhân dân.
Ba phút! Chỉ có ba phút thôi!
Tiếng súng vang. Sau đó là tĩnh lặng
Viên đạn của Batista đã trở thành dấu chấm
Hết câu. Dù anh còn nói dở dang
Rồi nhạc rock-n-roll lại vang vang...
Còn anh đã trở thành bất khuất
Mang đời mình đổi lấy ba phút cho sự thật
Anh ngã xuống hạnh phúc ngời gương mặt trẻ thơ...
Tôi muốn nói với thanh niên toàn thế giới!
Bất cứ đất nước nào dối trá vẫn hoành hành,
Khi báo chí nói dối không mệt mỏi –
Hãy nhớ gương Mansana, các bạn ơi!
Sống như anh - đừng mải miết chơi bời
Đối mặt với cái chết, quên tiện nghi êm ấm,
Nói sự thật, dù chỉ trong ba phút!
Chỉ ba phút thôi!
Rồi bị giết cũng cam lòng

Nhà văn Phùng Quán cũng viết một câu chuyện kể về "3 phút sự thật" tại Sài Gòn ngày 13 tháng 2 năm 1993.
"Sau ngày Cách mạng Cuba thành công, Ăngtôniô Ếchxêvania được nhà nước xã hội chủ nghĩa Cuba truy tặng danh hiệu Anh hùng dân tộc. Chiến công của anh được nhà thơ Nga Xô viết Éptusenkô viết thành bản tráng ca nổi tiếng "Ba phút sự thật". Câu chuyện về Măngdana dạy tôi một bài học lớn về nghệ thuật ngôn từ. Cả những đề tài lớn lao nhất như sự thật, như chân lý, đều có thể diễn đạt nó trong vòng 180 giây đồng hồ với điều kiện tác giả phải sẵn sàng đem mạng sống trả giá cho những giây đồng hồ quý báu đó."

## Tang lễ
Để tránh thu hút đám đông, chính quyền độc tài Batista đã giữ thi thể ông trong nhà xác đến trưa 14 tháng 3, sau đó được chuyển lại cho gia đình ông với 2 điều kiện. Một là chỉ xe của cha mẹ ông được phép đi theo và điều kiện thứ 2 là thi thể ông phải được mang thẳng ra nghĩa trang Cárdenas để chôn cất.

## Hình tư liệu

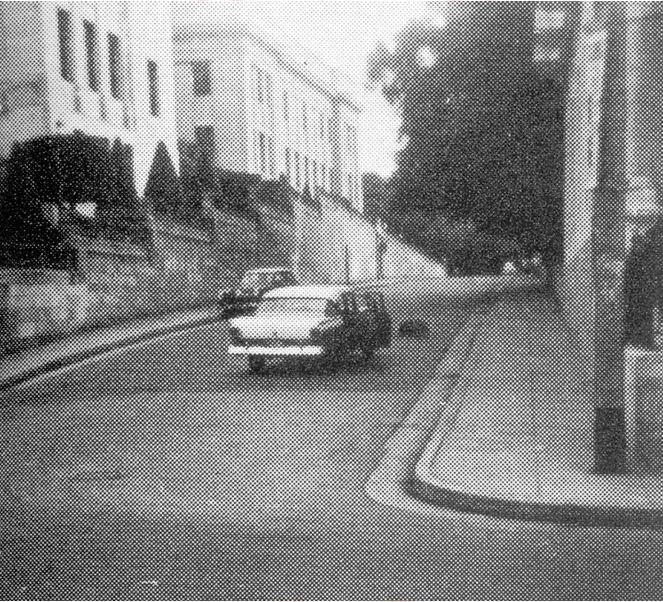
Xe của Echevarias bị tấn công
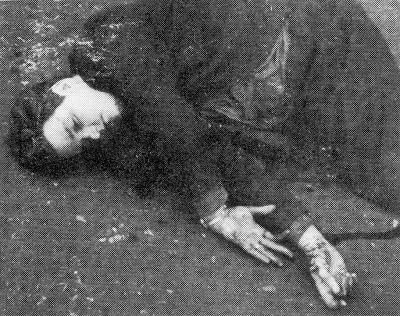
Jose Antonio Echevarria bị sát hại ngày 13 tháng 3 năm 1957.
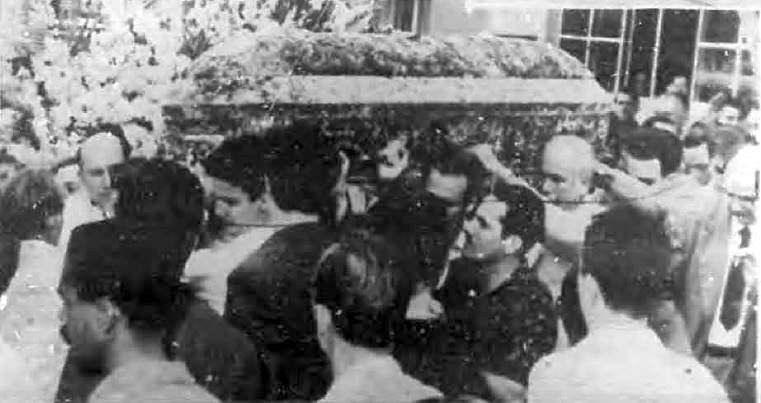
Đám tang Antonio Echevarria tại Havana, 1957.
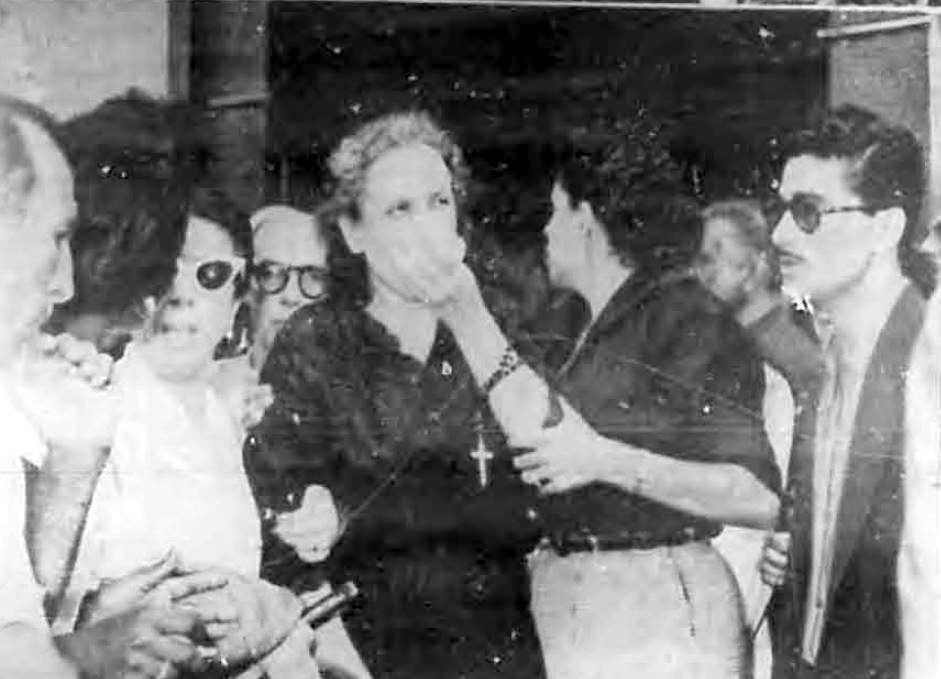
Mẹ của Antonio tại Havana, 1957.
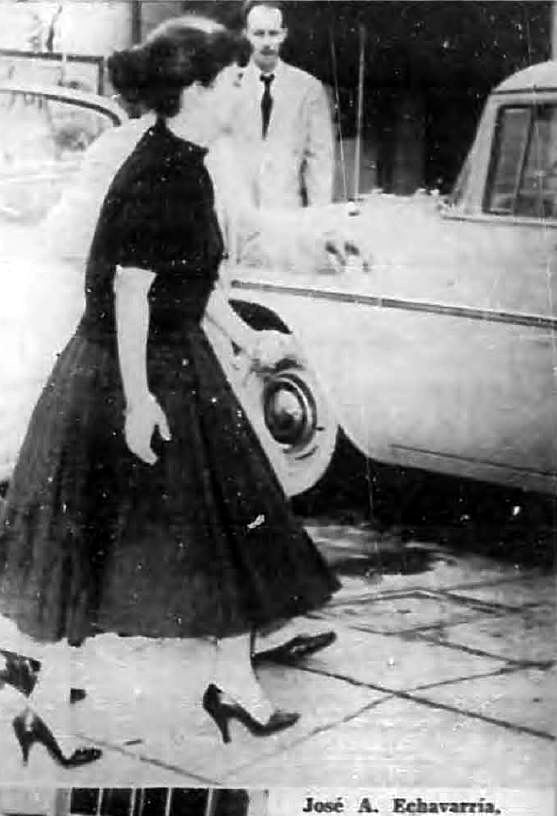
Bạn gái của Antonio Echevarria sau vụ sát hại tại Havana, 1957.
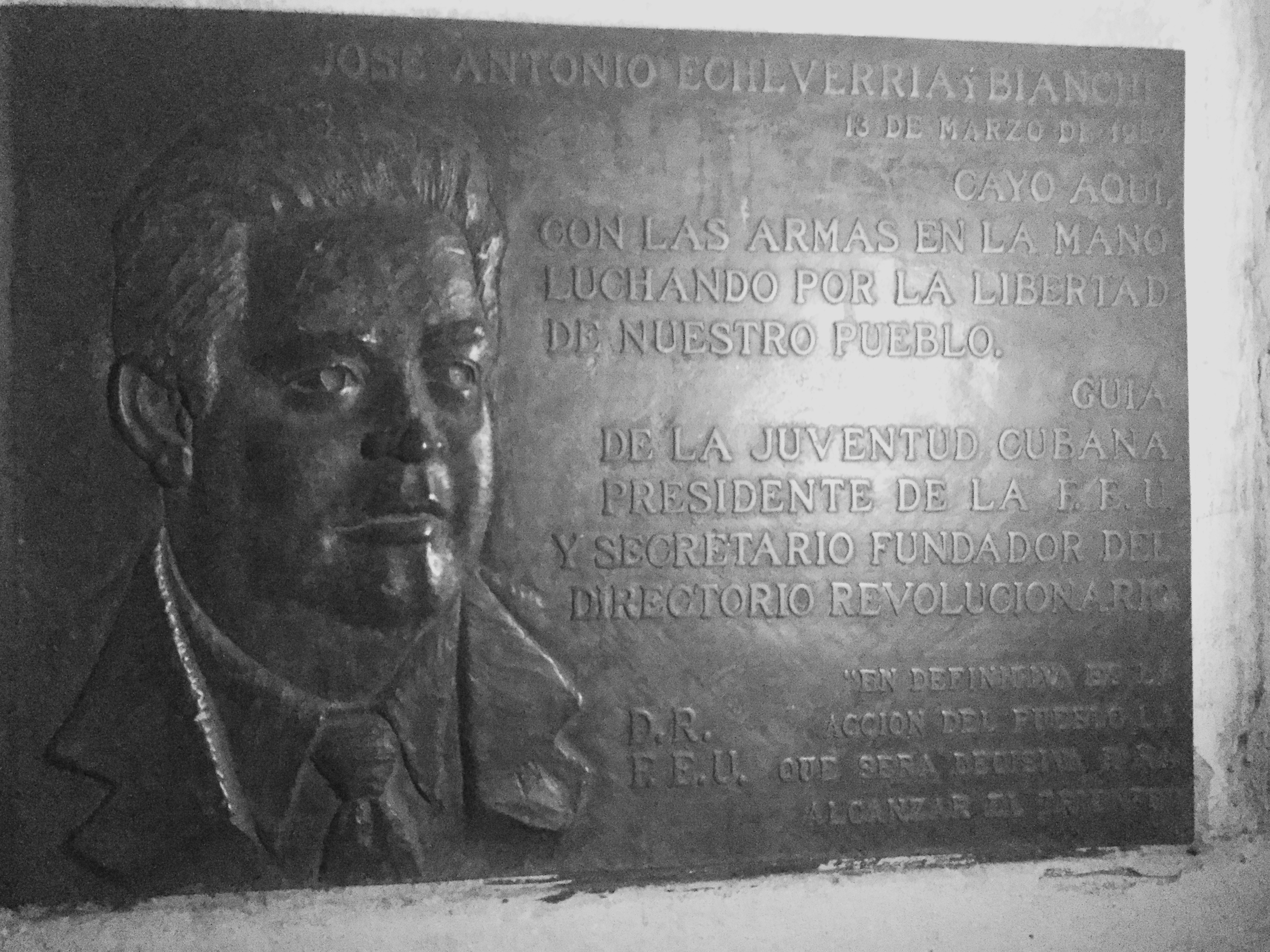
Bia tưởng niệm Antonio Echevarria tại đại học Havana.